# سفیدباز نیمه‌سربی
سفیدباز نیمه‌سربی (نام علمی: Leucopternis semiplumbeus) نام یک گونه از سرده سفیدبازها است.